# 대구 동화사 비로암 삼층석탑
대구 동화사 비로암 삼층석탑(大邱 桐華寺 毘盧庵 三層石塔)은 남북국 시대의 화강암 3층 석탑이다. 대한민국 대구광역시의 사찰인 동화사 경내에 있으며, 높이 3.71m. 통식(通式)을 따른 2중기단 위의 3층 석탑인데, 탑신에 보관되어 있던 사리함 표면에 기록된 문자를 보면 863년(경문왕 3)에 세워진 듯하다. 1963년 1월 21일 대한민국의 보물 제247호로 지정되었다.

## 개요
동화사 서쪽 언덕에 자리잡은 비로암의 대적광전 앞뜰에 세워져 있는 3층석탑으로, 2단의 기단(基壇) 위에 3층의 탑신(塔身)을 세운 모습이다.
기단의 각 층에는 네 면마다 모서리와 가운데에 기둥 모양의 조각을 새겼다. 탑신의 몸돌과 지붕돌은 각기 한 돌로 이루어져 있고, 몸돌에는 모서리마다 기둥을 본뜬 조각을 두었다. 지붕돌은 밑면의 받침수가 층마다 4단이며, 처마는 곱게 뻗어 나가다가 네 귀퉁이에서 살짝 들려 있다. 꼭대기에는 머리장식으로 노반(露盤:머리장식받침)과 복발(覆鉢:엎어놓은 그릇모양의 장식), 보주(寶珠:연꽃봉오리모양의 장식)가 차례로 올려져 있다.
각 기단 위에 괴임을 여러 개 둔다거나, 지붕돌 네 귀퉁이의 들린 정도가 크지 않은 점 등에서 통일신라 후기의 석탑양식을 따르고 있는 단정하고 아름다운 작품이다.
1966년 부처님의 사리를 담는 기구 일부를 도둑맞았으나, 없어지지 않은 사리돌그릇에 통일신라 경문왕 3년(863)에 민애왕의 명복을 빌고자 이 탑을 세웠다는 기록이 남아 있어 중요한 자료가 되고 있다.

## 같이 보기
- 전 대구 동화사 비로암 삼층석탑 납석사리호 - 보물 제741호

## 참고 자료
- 대구 동화사 비로암 삼층석탑 - 국가유산청 국가유산포털